# 富山県道118号生地停車場線
富山県道118号生地停車場線（とやまけんどう118ごう いくじていしゃじょうせん）は富山県黒部市内を通る一般県道である。

## 概要

### 路線データ
- 起点：生地停車場（富山県黒部市荒俣）
- 終点：富山県黒部市荒俣（富山県道2号魚津生地入善線交点）
- 実延長：50m

## 沿革
- 1960年（昭和35年）4月23日 - 認定[1]

## 地理

### 通過する自治体
- 富山県黒部市

### 接続する道路
- 黒部市道（起点：黒部市荒俣、「生地駅」前）
- 富山県道2号魚津生地入善線（終点：生地駅前交差点

）

### 周辺
- あいの風とやま鉄道線 生地駅
- 黒部市立村椿小学校
- YKK AP 黒部事業所
- 黒部川